# Blackwelder Mountains
Blackwelder Mountains är en bergskedja i Kanada.   Den ligger i territoriet Nunavut, i den norra delen av landet, 3 900 km norr om huvudstaden Ottawa.
Trakten runt Blackwelder Mountains är permanent täckt av is och snö. Trakten runt Blackwelder Mountains är nära nog obefolkad, med mindre än två invånare per kvadratkilometer.